# Yahya Alavi Fard
Yahya Alavi Fard (en persan : یحیی علوی فرد ; né en 1973 à Bojnourd, Iran) est un poète iranien, journaliste et écrivain de littérature pour enfants. Yahya Alavi Fard déménage à Qom en 1993.
Son premier livre de poésie, Les saisons sont belles, a été publié en 2005. Il a obtenu des prix en Iran,,. 

## Œuvres
- Les saisons sont belles, Saya de presse, Qom, Iran, 2005
- Le Printemps éternel, Boostane Ketab, Qom, Iran 2008
- C'est l'innovation, Bright Future Institute, Téhéran, Iran, 2008
- Ville d'oiseaux, Amoo Alavi, Qom, Ira, 2009
- Venez voir, Amoo Alavi, Qom, Iran, 2009
- Itinérants, Amoo Alavi, Qom, Iran, 2010
- Mohammad va revenir, éditeurs Zayer, Qom, Iran, 2010
- Je souhaite la guerre, Institute for Defense, Bojnord, Iran, 2010
- Un jour une hirondelle, Boostane Ketab, Qom, Iran, 2011
- Comme des poupées, Boostane Ketab, Qom, Iran, 2011
- Comme des jouets, Boostane Ketab, Qom, Iran, 2011
- C'est l'innovation, badhrah Dar ol, Djanaf, Irak, 2011 - En arabe
- C'est l'innovation, Bright Future Institute, Téhéran, Iran, 2011 - En anglais